# Трибромид-иодид кремния
Трибромид-иодид кремния — неорганическое соединение,
бром- и иодпроизводное моносилана с формулой SiIBr3,
бесцветная жидкость,
реагирует с водой.

## Получение
- Длительной нагревание трибромсилана и иода до 200-250°С. Образующуюся смесь HI, SiBr4, SiIBr3, SiI2Br2, SiI3Br разделяют фракционной перегонкой.

## Физические свойства
Трибромид-иодид кремния образует тяжелую бесцветную жидкость,
легко гидролизуется водой.